# Upptecknare
En upptecknare är en person som gjort värdefulla ansträngningar för att bevara visor och låtar genom att notera dem, skriva ned dem på noter, innan upphovsmannen gått ur tiden och/eller melodin försvunnit ur folkmusikens levande tradition. 
Uppteckningar började göras från 1500-talet under inflytande av vurmen för den stolta svenska forntiden, nationalstaten och säregna drag hos landsbygdsbefolkningen, vars musik var ett av många kännetecken för nationalkaraktären - man sökte det folkliga "rena" ursprunget till folkets historia. Inte förrän i början av 1800-talet fick upptecknandet ett ordentligt förnyat intresse igen. Särskilt i universitetsstäderna Lund och Uppsala fanns ett intresse för folkmusiken som gynnade nedskriften. Richard Dybeck (1811-1877) intar en särställning av de tidiga samlarna och bearbetarna.
I uppteckningen ingick nedtecknandet och insamladet, samt i många fall även systematiserandet, harmoniserandet och utgivandet. De viktigaste insatserna gjordes under 1800-talet fram 1900-talets slut.
Ett exempel på en utgiven folkmusiksamling är Traditioner af Swenska Folk-Dansar från 1814-1815.